# По праву памяти
По праву памяти — лирико-публицистическая поэма А. Т. Твардовского. Написана в 1967—1969 годах. Первоначально поэма была задумана как дополнительная глава к поэме «За далью — даль». Первая глава поэмы «Перед отлётом» была впервые опубликована как стихотворение под названием «На сеновале» в журнале «Новый мир» в 1969 году в № 1. Остальные главы были запрещены цензурой к публикации 18 лет и были впервые опубликованы в 1987 году в журнале «Новый мир» № 3.

## История написания
Поэма была написана в условиях обострившейся после отставки Н. С. Хрущёва в 1964 году борьбы двух тенденций в общественно-политической жизни СССР: бюрократически-консервативной и демократической. Осенью 1964 года после отставки Н. С. Хрущёва власть перешла в руки бюрократически-консервативного блока в руководстве КПСС. Также к этому блоку примкнули неосталинисты, требовавшие возобновления «выборочных» репрессий и выражавшие ностальгию по «порядку».
XXIII съезд КПСС в 1966 году удалил из Устава КПСС пункты о квотах обновления партийных органов и предельных сроках пребывания на выборных постах. Вопросы литературы на XXIII съезде КПСС рассматривались с консервативно-бюрократических позиций
С трибуны съезда провозглашалось озлобление против свободной мысли и свободного слова, против органов печати, вырвавшихся из-под контроля бюрократии, решимость покончить с разоблачениями сталинского периода и восстановить нарушенную субординацию. Руководители обкомов и ведомств обличали журналы «Новый мир» и «Юность» как «носителей безыдейной и мелкобуржуазной распущенности», которые «под предлогом борьбы с последствиями культа личности», «под видом поборников исторической правды и достоверности» «кокетничают перед зеркалом истории», «охаивают», «выискивают в политической жизни страны какие-то элементы так называемого „сталинизма“».
Инструментом бюрократической реставрации явилась широкомасштабная кампания по организации общественного беспамятства. О преступлениях Сталина начиная со второй половины 60-х годов прекратили говорить и писать, деятельность по реабилитации незаконно репрессированных была прекращена. Вследствие этого инструментом демократического сопротивления курсу на бюрократическую реставрацию стала историческая память, предполагающая восстановление правды о народной жизни в полном объёме
.

## Содержание
Название поэмы «По праву памяти» подчёркивает её значение именно как акта сопротивления наступившей реставраторской тенденции
в общественной жизни СССР второй половины 60-х годов. Поэма состоит из трёх глав: «Перед отлётом», «Сын за отца не отвечает», «О памяти».
Глава «Перед отлётом» содержит ретроспективное переосмысление наивных и чистых юношеских упований лирического героя поэмы с учётом опыта прожитой жизни. Она является своеобразным контрастным фоном и нравственным камертоном для остальных двух глав поэмы.
Глава «Сын за отца не отвечает» является центральной в поэме. В ней Твардовский, комментируя библеизм (Иез.18:19-20), однажды процитированный Сталиным, использует оригинальный, ранее никем не применявшийся подход к истории сталинских преступлений: с точки зрения сыновней ответственности за отца. Развивая свою мысль, Твардовский перечисляет преступления Сталина: трагическая судьба крестьянства на примере собственного отца и его семьи после «Великого перелома»; судьбы целых народов «брошенных в изгнанье»; тех, кому пришлось заплатить двойной ценой за ошибки Верховного главнокомандующего: «Из плена в плен — под гром победы С клеймом проследовать двойным».
Заключительная глава поэмы «О памяти» целиком посвящена гневному обличению кампании забвения сталинских преступлений, развернувшейся в СССР со второй половины 60-х годов и напоминанию о главной обязанности литературы — говорить правду. Твардовский изобличает фальшивые доводы «молчальников» и делает уничтожающий (и сбывшийся) прогноз для них: «Кто прячет прошлое ревниво, Тот вряд ли с будущим в ладу…».